# 馬屋下村
馬屋下村（まやしもそん）は、岡山県御津郡にあった村。現在の岡山市北区一宮地域の一部（馬屋下小学区および桃丘小学区の北半分）にあたる。

## 地理
- 河川：砂川[3]、中川[4]
- 山岳：飯盛山[3]、竜王山[5]

## 歴史
- 1889年（明治22年）6月1日、町村制の施行により、津高郡大窪村、松尾村、芳賀村、福谷村、長野村、横尾村が合併して村制施行し、馬屋下村が発足[1][2]。旧村名を継承した大窪、松尾、芳賀、福谷、長野、横尾の6大字を編成[2]。
- 1900年（明治33年）4月1日、郡の統合により御津郡に所属[1][2]。
- 1955年（昭和30年）1月1日、御津郡一宮村、平津村と合併し、町制施行し一宮町を新設して廃止された[1][2]。合併後、一宮町大字大窪・松尾・芳賀・福谷・長野・横尾となる。

### 地名の由来
古代の駅家郷の南部にあたるため。

## 産業
- 農業、果樹、園芸[2]